# 1778
1778 (MDCCLXXVIII) je bilo navadno leto, ki se je po gregorijanskem koledarju začelo na četrtek, po 11 dni počasnejšem julijanskem koledarju pa na ponedeljek.

## Dogodki
- 26. marec - Ludwig van Beethoven izvede svoj prvi javni nastop.

## Rojstva
- 9. januar - Thomas Brown, škotski razsvetljenski filozof († 1820)
- 6. december - Joseph Louis Gay-Lussac, francoski fizik, kemik († 1850)
- 17. december - sir Humphry Davy, angleški kemik († 1829)
- 1. november - Gustav IV. Adolf, švedski kralj († 1837)

Neznan datum
- Mihael Barla, madžarsko-slovenski pesnik in pisatelj († 1824)

## Smrti
- 10. januar - Carl von Linné, švedski naravoslovec (* 1707)
- 30. maj - Voltaire, francoski pisatelj, filozof (* 1694)
- 2. julij - Jean-Jacques Rousseau, švicarsko-francoski filozof (* 1712)